# Pleurothallis perijaensis
Pleurothallis perijaensis là một loài thực vật có hoa trong họ Lan. Loài này được Dunst. miêu tả khoa học đầu tiên năm 1978.